# Germaine Tillion

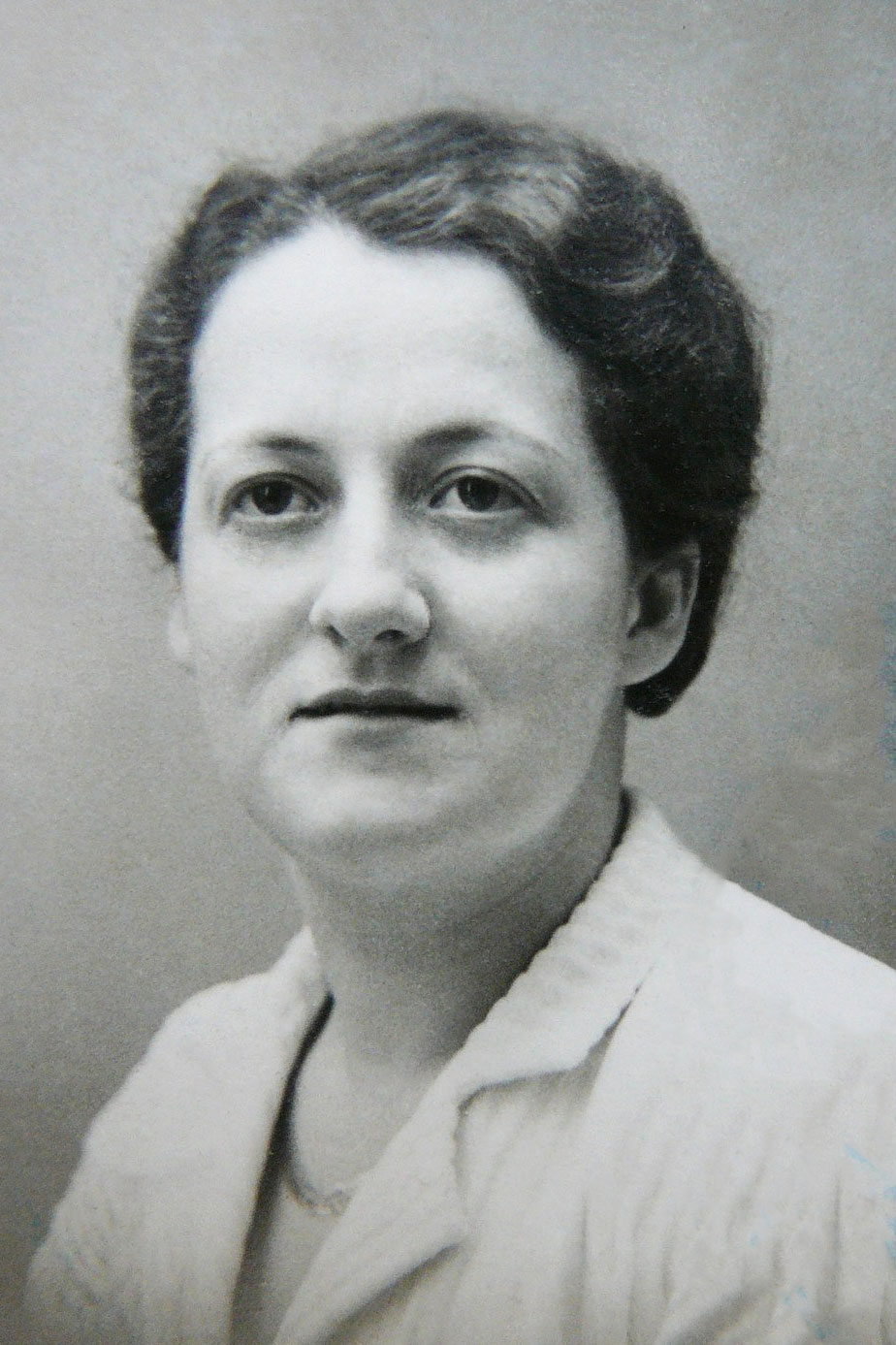
Germaine Tillion 1934

Germaine Tillion (* 30. Mai 1907 in Allègre, Département Haute-Loire; † 19. April 2008 in Saint-Mandé) war eine französische Ethnologin und ein Mitglied der Résistance.

## Leben

### Jugend und Studium
Ihre Jugend verbrachte Germaine Tillion mit ihren Eltern und ihrer Schwester Françoise in Clermont-Ferrand, wo ihr Vater Lucien Tillion (1867–1925) als Friedensrichter arbeitete. Ihre Eltern waren gebildete Menschen, sie liebten die Kunst. Ihr Vater war Amateurfotograf, ihre Mutter Emilie Tillion war Schriftstellerin und arbeitete eine Zeitlang maßgeblich in der Redaktion der Guides bleus, einer angesehenen Sammlung von kleinen Nachschlagewerken für Touristen.
Sie verließ ihr Elternhaus, um in Paris zu studieren. Dort schloss sie sich einer Gruppe von Ethnologen um Marcel Mauss und Louis Massignon an. Sie beendete ihr Studium mit Diplomen der École pratique des hautes études, der École du Louvre sowie des Institut national des langues et civilisations orientales.
1934 brach sie zu ihrer ersten Studienreise nach Algerien auf, um dort das Berbervolk der Chaouis zu erforschen. Bis 1940 folgten drei weitere Studienaufenthalte in jener Gebirgsregion, dem Aurès im Osten Algeriens.

### Widerstand und Konzentrationslager
Während der französischen Mobilmachung 1940 kehrte sie nach Frankreich zurück. Die französische Kapitulation angesichts des deutschen Angriffs nahm sie mit Verachtung zur Kenntnis; sie habe sich übergeben müssen, als sie die anschließende Rede von Marschall Pétain hörte. Sie wurde Kommandantin der ersten Gruppe der Résistance, die sich im besetzten Gebiet bildete, der groupe du Musée de l’Homme. Diese Widerstandsgruppe setzte sich die Beschaffung von Informationen sowie die Befreiung von Gefangenen zum Ziel. Zu ihren Mitstreitern gehörten die Bibliothekarin Yvonne Oddon, der Linguist Boris Vildé und der Anthropologe Anatole Levitsky, die alle drei am Musée de l’Homme arbeiteten, sowie der Monarchist Maurice Dutheil de la Rochère und der Oberst im Ruhestand Paul Hauet.
Im Laufe des Jahres 1941 konnte die deutsche Aufklärung die Gruppe nach und nach enttarnen. Anatole Levitsky und Boris Vildé wurden verhaftet und im Februar 1942 in der Forteresse du Mont-Valérien erschossen. Am 13. August 1942 wurde auch Tillion infolge einer Denunziation bei einem Treffen in der Pariser Gare de Lyon verhaftet. Sie wurde im Gefängnis von Fresnes eingesperrt, wo auch ihre Mutter Emilie inhaftiert war.
Am 21. Oktober 1943 wurde sie ebenso wie ihre Mutter ins Konzentrationslager Ravensbrück deportiert. Germaine erhielt den niedrigsten Status in der Lagerhierarchie, den einer Verfügbaren, einer Gefangenen, die zu jeder Zeit für jede beliebige Arbeit eingesetzt werden konnte. In einer Kiste versteckt schrieb sie 1944 das Libretto einer makaber-komischen Operette: Le Verfügbar aux Enfers, der Titel variiert Orphée aux Enfers. Im März 1945 verlor sie ihre Mutter, die gemeinsam mit vielen anderen Mitgefangenen in jenem Monat durch Giftgas im KZ Ravensbrück ermordet wurde. Im April 1945 wurde sie noch vor dem Einmarsch der Alliierten durch den Transport des Schwedischen Roten Kreuzes gerettet. Das Manuskript Tillions sicherte eine andere Gefangene. Germaine Tillion gelang es aber, den Film mit Fotos, die polnische Häftlinge von ihren Wunden nach den medizinischen Experimenten in Ravensbrück 1944 heimlich aufgenommen hatten, aus dem Lager zu schmuggeln. Ihr eigenes Überleben führte sie auf glückliche Umstände, auf ein Netzwerk von Freunden im Lager und auf den Wunsch von den Verbrechen zu berichten zurück, nicht auf ihren Überlebenswillen: „J’ai surpassé, oui, mais sans de le faire exprès. Si j’ai survécu, je le dois d’abord et à coup sur au hasard, ensuite à la colère, à la volonté de dévoiler ses crimes et, enfin, à une coalition de l’amitié – car j’avais perdu le désir viscéral de vivre.“ („Ich habe es überstanden, ja, aber ohne es absichtlich zu tun. Wenn ich überlebt habe, dann verdanke ich das vor allem dem Zufall, dann der Wut, dem Willen, diese Verbrechen aufzudecken, und schließlich einer Koalition der Freundschaft – denn ich hatte den inneren Willen zu leben verloren.“)

### Nach dem Zweiten Weltkrieg
Nach dem Krieg widmete sie sich der Erforschung des Zweiten Weltkriegs und der Aufklärung von deutschen Kriegsverbrechen. 1951 gründete sie gemeinsam mit dem Trotzkisten David Rousset die Commission internationale contré le régime concentrationnaire, das die Existenz des Gulag aufdeckt und anprangert. Ab 1954 wandte sie sich erneut Studien über Algerien zu. Sie gründete ein Bildungsprogramm für Strafgefangene. Sie wurde Direktorin an der École pratique des hautes études und organisierte 20 Studienreisen nach Nordafrika und in den Mittleren Osten. An der École des Hautes Études en Sciences Sociales und am Centre national de la recherche scientifique erarbeitete sie eine Reihe von maßgeblichen Studien über Gesellschaften und Kulturen des Mittelmeerraums.
Am 4. Juli 1957 traf sie sich in Algier heimlich mit Yacef Saadi, um der Eskalation von Attentaten und Hinrichtungen im Laufe des Algerienkrieges ein Ende zu setzen, was erfolglos blieb. Nach dem Algerienkrieg engagierte sie sich in verschiedenen politischen Projekten:
- gegen die Verelendung der algerischen Bevölkerung,
- gegen die Folter in Algerien,
- für die Emanzipation der Frauen im Mittelmeerraum.

2004 beteiligte sie sich gemeinsam mit anderen französischen Intellektuellen an einem Aufruf gegen die Folter im Irak.
Am 2. Juni 2007 wurde anlässlich ihres 100. Geburtstags am Théâtre du Châtelet in Paris ihre Operette Le Verfügbar aux enfers uraufgeführt.

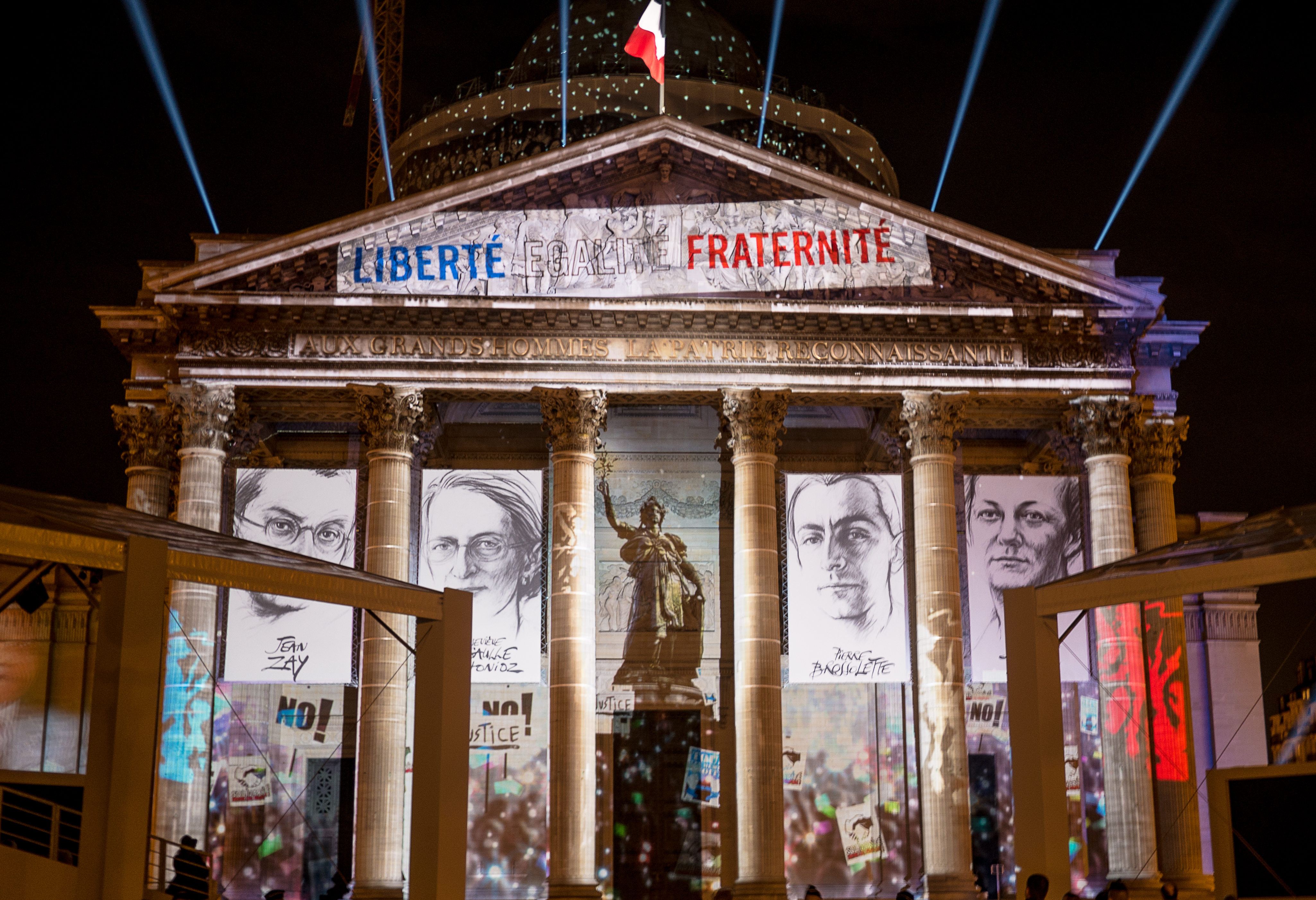
Feier zur Überführung von Geneviève de Gaulle-Anthonioz, Germaine Tillion, Pierre Brossolette und Jean Zay in das Panthéon am 27. Mai 2015

Am 27. Mai 2015 wurden die sterblichen Überreste Tillions gemeinsam mit denen von Pierre Brossolette, Geneviève de Gaulle-Anthonioz und Jean Zay in das Panthéon überführt. Dieses ist die höchste posthume Ehrung in Frankreich. Der 27. Mai ist seit 2014 die Journée nationale de la Résistance, ein landesweiter staatlicher Gedenktag.

## Ehrungen und Auszeichnungen
- 1999: Großkreuz der Ehrenlegion
- Ordre national du Mérite
- Croix de guerre 1939–1945
- Médaille de la Résistance mit Rosette
- Medaille der Deportierten und Internierten der Résistance
- 2004: Großes Verdienstkreuz des Verdienstordens der Bundesrepublik Deutschland

## Schriften (Auswahl)
- Fragments de vie. Hrsg. v. Tzvetan Todorov. 2009.
- Die gestohlene Unschuld. Ein Leben zwischen Résistance und Ethnologie. Übersetzt, herausgegeben und mit einem einführenden Essay von Mechthild Gilzmer. Ausgewählt und mit einem Nachwort von Tzvetan Todorov. AvivA, Berlin 2015, ISBN 978-3-932338-68-7.
- Le Verfügbar aux enfers. Une opérette à Ravensbrück. La Martinière, 2005, ISBN 2-73243281-4. (frz.)
- L’Algérie aurésienne. In Zusammenarbeit mit Nancy Woods. 2001.
- Il était une fois l’ethnographie. Autobiografie. 2000.
- Le harem et les cousins. 1966
- L’Afrique bascule vers l’avenir. 1959.
- Les ennemis complémentaires. 1958.
- L’Algérie en 1957. 1956
- Ravensbrück. Neuchâtel 1946. (Wiederaufgelegt 1988, ISBN 2-02031007-4.)
- Frauenkonzentrationslager Ravensbrück. Aus dem Franz. von Barbara Glaßmann. Anhang: Anise Postel-Vinay: Die Massentötungen durch Gas in Ravensbrück. Fischer, Frankfurt 2001, ISBN 3-596-14728-X.

## Film
- François Gauducheau: Les images oubliées de Germaine Tillion. Pois Chiche Films, Lorient 2001 (ein Film mit einer Sammlung von Fotografien, die die Ethnologin in den 1930er-Jahren in Algerien angefertigt hat).

## Ausstellung
- 2008: Germaine Tillion, ethnologue et résistante. Rennes, Musée des Bretagne und Paris, Musée de l’homme